# 풍생중학교
풍생중학교(豊生中學校)는 대한민국 경기도 성남시 수정구 수진동에 위치한 사립 중학교이다.

## 학교 연혁
- 1966년 11월 19일 : 학교법인 풍생학원 설립 인가(설립자 오천 홍사풍 이사장 취임)
- 1966년 12월 19일 : 풍생중학교 설립인가(6학급)
- 1967년 2월 6일 : 제1대 박인철 교장 취임
- 1967년 3월 2일 : 개교 및 제1회 입학식
- 1970년 2월 28일 : 제1회 졸업(30명 졸업)
- 1973년 4월 2일 : 태권도부 창단
- 1974년 3월 1일 : 남녀공학에서 남자중학교로 전환
- 1975년 3월 20일 : 관악부 창단
- 1982년 3월 20일 : 축구부 창단
- 1984년 8월 1일 : 오천기념관 개관
- 1988년 10월 10일 : 풍생인의 집 개관
- 2004년 8월 2일 : 학교법인 풍생학원 제3대 홍수연 이사장 취임
- 2019년 3월 1일 : 2019학년도 혁신학교 지정 운영
- 2020년 3월 1일 : 남녀 공학 전환
- 2023년 3월 1일 : 제13대 이윤영 교장 취임
- 2023년 3월 1일 : 혁신학교 재지정
- 2024년 1월 12일 : 제56회 졸업식 145명(누계 19,859명)
- 2024년 3월 4일 : 2024학년도 신입생 입학(5학급 140명)

## 참고 자료
- 풍생중학교 - 한국교육학술정보원 학교알리미